# 新垣平
新垣 平（しんえん へい、? - 紀元前163年）は、前漢の文帝の時代にいた趙国の人物。

## 略歴
『史記』（文帝本紀・封禅書）・『漢書』（文帝紀・郊祀伝）の間に記述に異同の存在するが、文帝15年（紀元前165年）、新垣平は望気の説をもって文帝に拝謁して長安の東北に神気があると唱えて五帝の廟を設けることを勧めたため、文帝は郊外の渭陽に五帝廟を建てさせ、彼を上大夫に任じた。続いて秘かに「人主延壽」と刻まれた玉杯を作らせた上で、文帝に「宝玉の気があります」と報告すると、他人に命じて件の宝玉を献上させた。更に「西に沈んだ太陽が再び中天に昇る」「汾陰の地に周の鼎（当時行方不明となっていた九鼎）が出土する」などの報告を文帝に行い、これに喜んだ文帝は17年（紀元前163年）を改元して新しい元年（『史記』・『漢書』では「後元年」と称される）とすることにした。ところが、後元年（紀元前163年）10月になって新垣平の言は詐言であると告発するものが出て、それが事実であったと判明したため、新垣平は三族とともに誅された。
『漢書』・『史記』ともに文帝2年（紀元前178年）5月に誹謗訞言を族誅の対象から外したと記されているのに関わらず、それ以降に詐言を理由に族誅とされたのは本件と武帝の時代に皇太子である劉拠（戻太子）を讒言して謀反の原因を作らせた江充の遺族が誅された（江充本人は既に劉拠に殺害されている）件の2件のみであり、『漢書』には「詐覚、謀反」（文帝本紀）と記されるなど、実際に新垣平に謀反の意思があったのか否は不明ながら、謀反に匹敵する処分を受けている。また、後々において「奸臣」の代表とみなされ、反乱を計画した呉王劉濞を諌めようとした鄒陽も新垣平が誅殺された時の話を引き合いに出している（『漢書』鄒陽伝）。
なお、通説では新垣平を「方士」であると解釈されているが、同時代の儒家である董仲舒も公羊学に基づいた災異をしばしば論じていたことや、武帝の時代に竇太后（文帝の后）が田蚡や彼に近い儒家を粛清した時に新垣平の事件を持ち出している（『漢書』田蚡伝）ことから、彼が儒家であった可能性も否定できないとする指摘もある。